# مبارکه (تفت)
مبارکه (تفت)، روستایی از توابع بخش مرکزی شهرستان تفت در استان یزد ایران است.

## مکان‌های گردشگری
- آتشکده چم
- روستای سخوید [۱]
- مجموعه شاه نعمت الله ولی
- چشمه تامهر
- آبشار دره‌گاهان
- کوه عقاب
- باغ صدری

## جمعیت
این روستا در دهستان پیشکوه قرار دارد و براساس سرشماری مرکز آمار ایران در سال ۱۳۹۵، جمعیت آن ۱۱۸ نفر بوده‌است.